# ブランカニエベス
『ブランカニエベス』（Blancanieves）は、パブロ・ベルヘル監督・脚本による2012年のスペインの白黒サイレントのファンタジー・ドラマ映画である。グリム兄弟の童話「白雪姫」を基としており、1920年代のアンダルシーア地方を舞台に置き換えている。ベルヘルは本作を「ヨーロッパのサイレント映画へのラブレター」と呼んでいる。
第85回アカデミー賞の外国語映画賞にはスペイン代表として出品されたが、最終選考には残らなかった。2012年のサン・セバスティアン国際映画祭では審査員特別賞と主演女優賞を獲得した。また第27回ゴヤ賞では作品賞などを獲得した。2013年のガウディ賞では作品賞を受賞した。

## キャスト
- カルメン - マカレナ・ガルシア： 主人公。
- カルメンシータ - ソフィア・オリア： 幼少期のカルメン。
- エンカルナ - マリベル・ベルドゥ： カルメンの継母。
- アントニオ・ビヤルタ - ダニエル・ヒメネス・カチョ（英語版）： 天才闘牛士。カルメンの父親。
- ドナ・コンチャ - アンヘラ・モリーナ： カルメンの祖母。
- インマ・クエスタ
- ホセ・マリア・ポウ（英語版）
- エミリオ・ガビラ（英語版）

## 製作
映画へのインスピレーションはパブロ・ベルヘルがクリスティーナ・ガルシア＝ロデロの写真『España Oculta』（1989, ISBN 8477820686）を見た際に始まった。2003年、映画祭で『Torremolinos 73』が上映された直後に脚本を執筆して資金集めを始め、その8年後の2011年5月、ストーリーボード作業を行い、第64回カンヌ国際映画祭で『アーティスト』上映されるという知らせを聞いた際に主要撮影を始める。
ベルヘルは『ブランカニエベス』について、「ヨーロッパのサイレント映画、特にフランスへのラブレターだ。私にとってアベル・ガンスは神だ。『ナポレオン』、『戦争と平和』、『鉄路の白薔薇』のような映画は特にだ」と説明した。